# Армаїс Арутюнов
Армаїс Арутюнов (21 червня 1893, Тифліс - лютий 1978) -  винахідник,  американський бізнесмен.

## Біографія
Народився в Тифлісі, ріс там же.  Вірменин. Навчався в  тифліській російській гімназії. Батько його Арутюнов Саркіс Казарович був власником миловарні "Миловарний завод Арутюнова", що випускав мармурове мило. На всесвітній Паризькій виставці 1900 р. його експонат у вигляді тифліської церкви Святого Георгія, був удостоєний Золотої медалі. Вищу освіту Армаїс Арутюнов здобув в Санкт-Петербурзі в  Лісотехнічному інституті, закінчивши його достроково за три роки. 
На початку XX століття Армаїс Арутюнов удосконалив насос для видобутку нафти. Емігрував в США в 1923 році і в 1928 переїхав до міста Bartlesville та за підтримки компанії Філіпс Петролеум заснував фірму Bart Manufacturing Company яка в 1930 була перейменована в «REDA Pump» яка багато років була лідером ринку  заглибних насосів для  нафтовидобутку.

## Інтернет-ресурси
- About REDA
- ESP pump history [Архівовано 18 вересня 2008 у Wayback Machine.]